# المتحف الوطني لتاريخ مولدوفا
المتحف الوطني لتاريخ مولدوفا (بالرومانية: Muzeul Național de Istorie a Moldovei) هو متحف في وسط كيشيناو، مولدوفا.

## ملخص
أكثر من 263000 عمل تاريخي، 165000 منها تنتمي إلى التراث الوطني لمولدوفا. تم عرضه في المتحف الوطني للتاريخ. تأسس المتحف عام 1983 في المدرسة الثانوية الإقليمية السابقة. وهي تقع في شارع 121 أ ، 31 أغسطس 1989، في باحة المتحف يمكنك مشاهدة تمثال كابيتولين وولف وهو نسخة من الذئب الروماني ، يقام في هذا المتحف ما يقرب من 15 معرضًا كل عام ويعتبر من أهم الأحداث في مولدوفا. ينقسم هذا المتحف إلى العديد من الأقسام العلمية: التاريخ القديم وعلم الآثار وتاريخ العصور الوسطى وتاريخ بيسارابيا والتاريخ المعاصر والكنوز.

## التاريخ

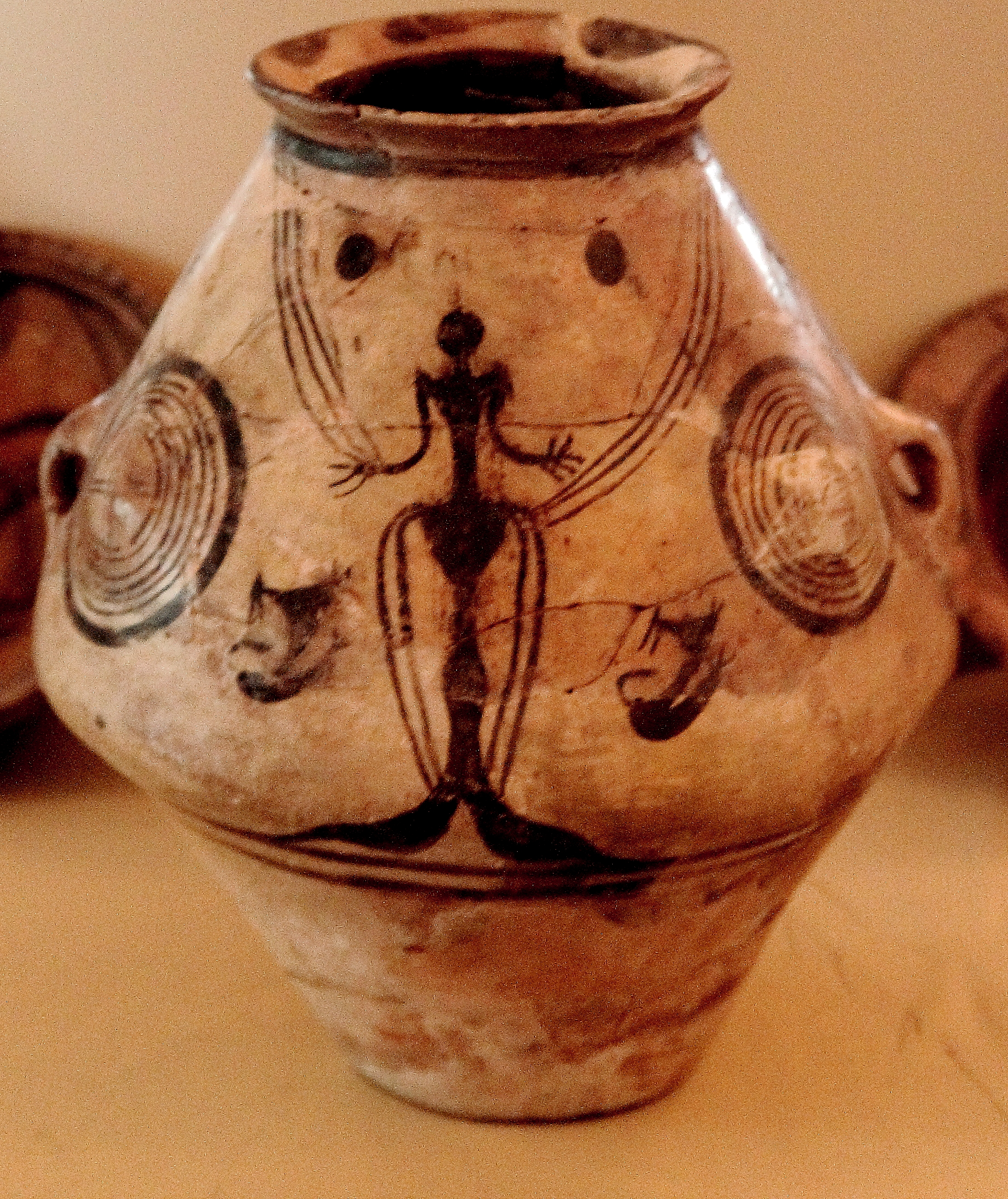
ثقافة حضارة كيوكوتيني مجموعة العصر الحجري الحديث والعصر الحجري

يعد المتحف الوطني للآثار والتاريخ في مولدوفا أحد أهم المتاحف في جمهورية مولدوفا من حيث مجموعة أعماله وسمعته العلمية.

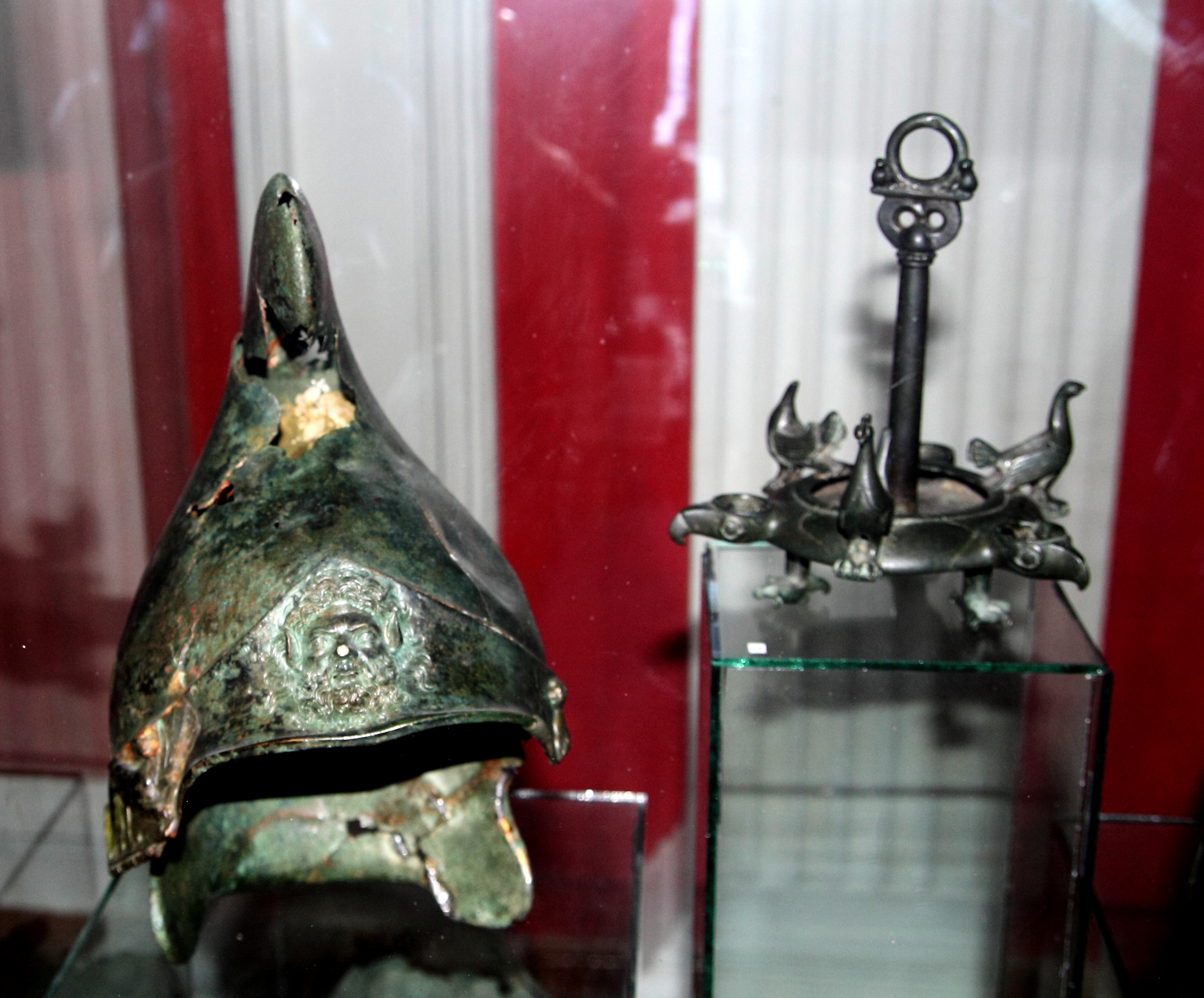
تم اكتشاف كنز أولانيستي في عام 1960 ويرجع تاريخه إلى القرن الخامس قبل الميلاد. تحتوي على ست خوذات وخمسة خوذات ومصباح زيت. جميع القطع من جيش الإسكندر الأكبر تحت قيادة زوبيريون

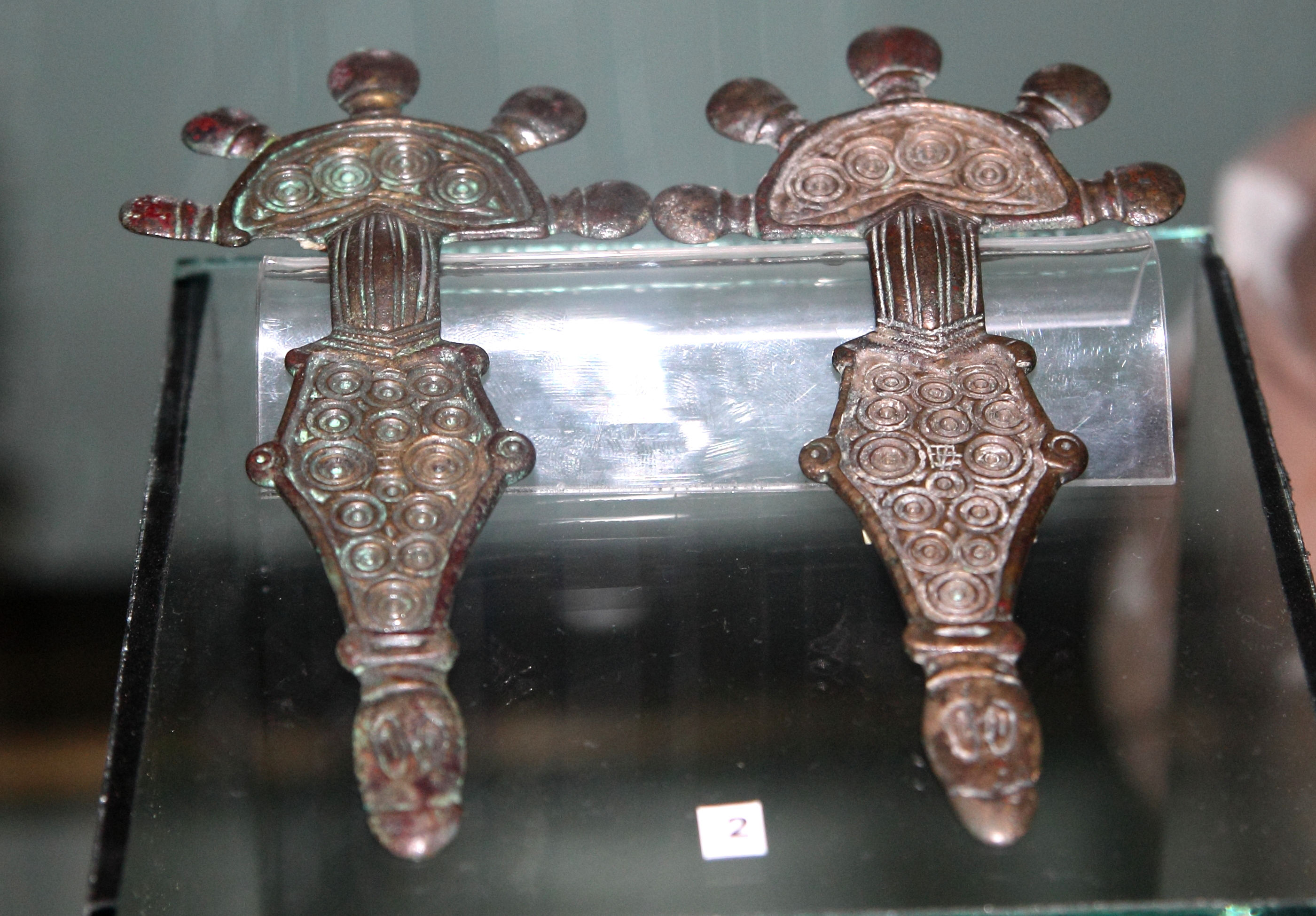
العصور القديمة المتأخرة

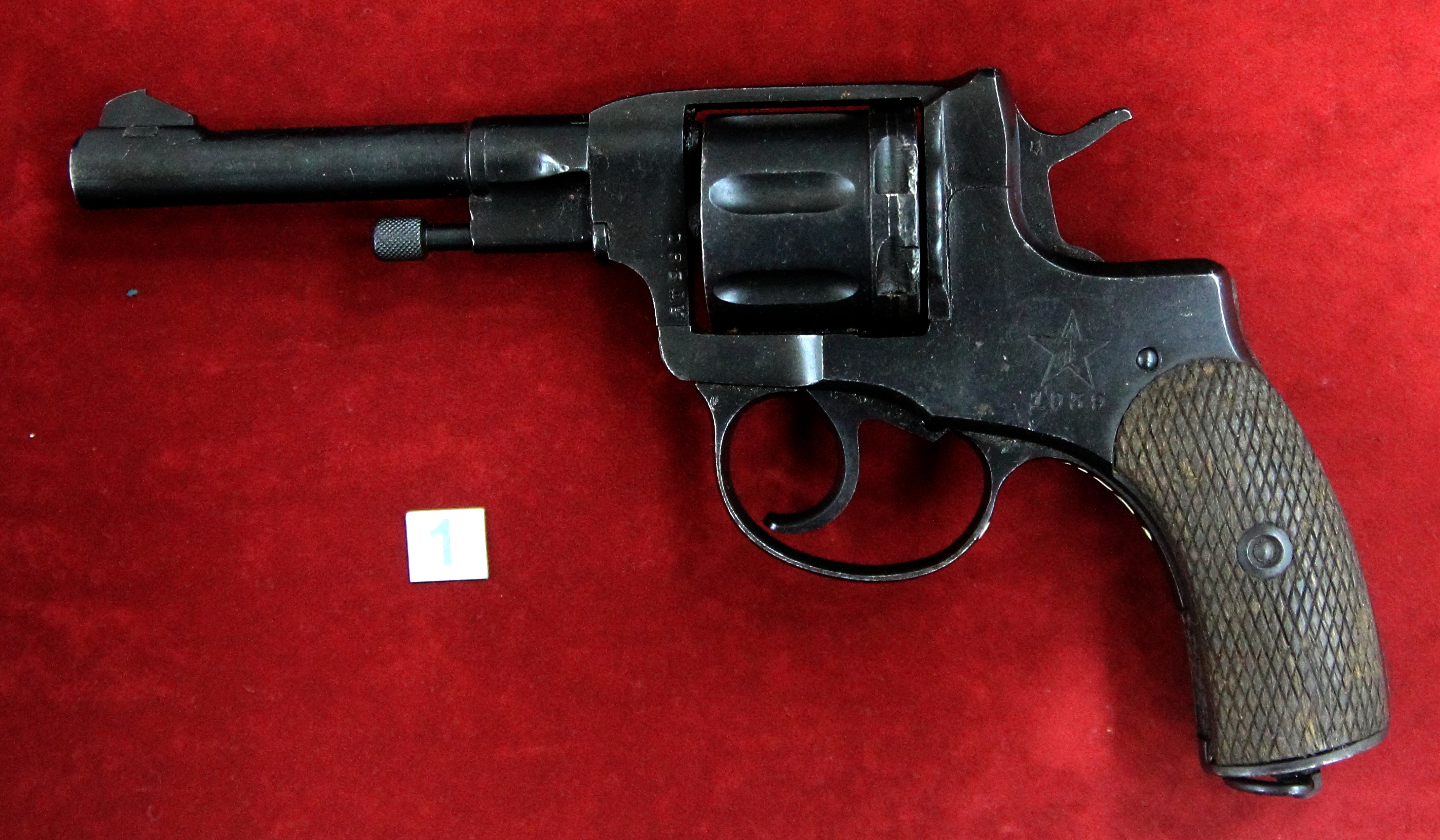
1939 مسدس ناجانت

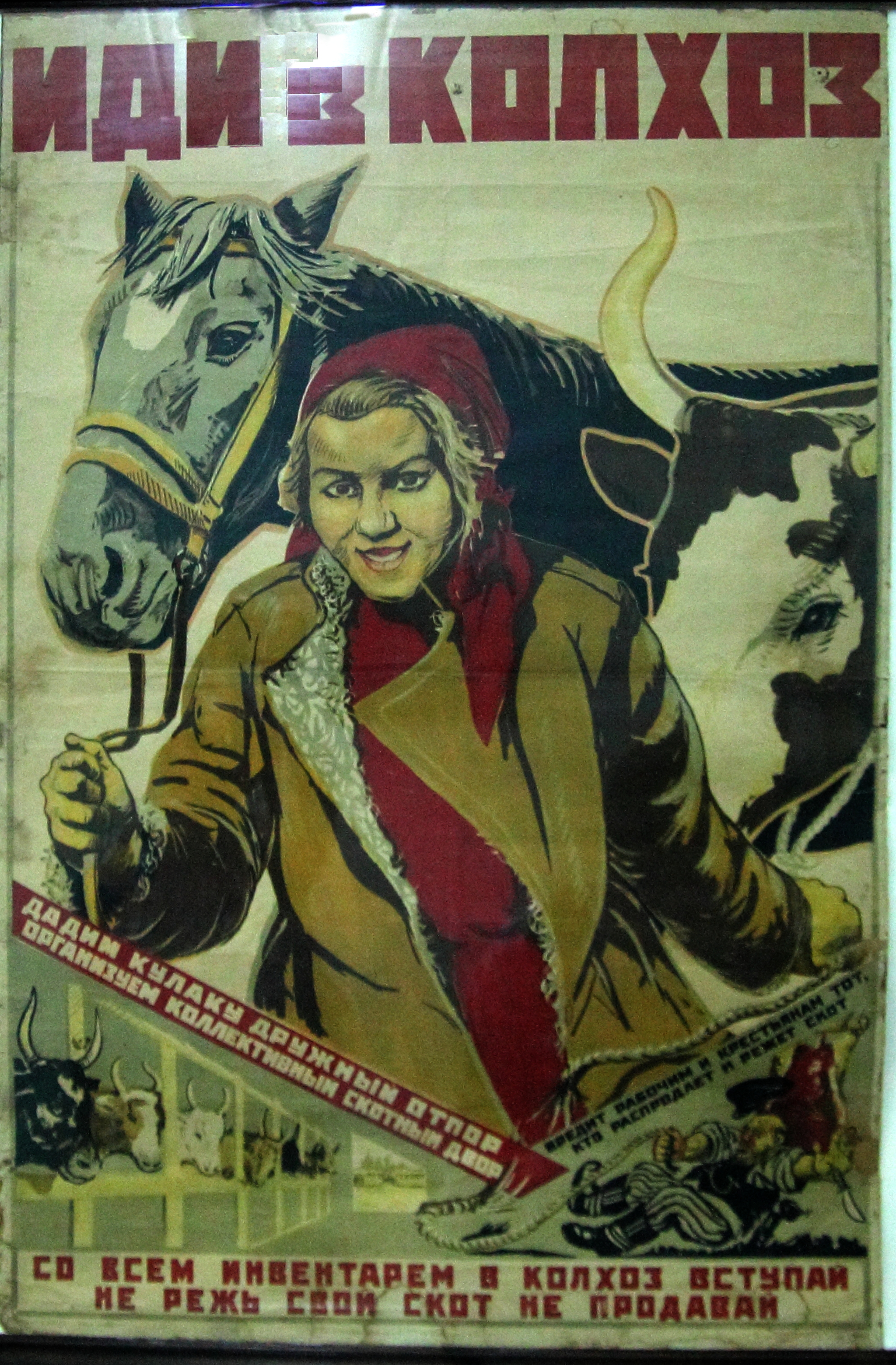
ملصق الدعاية

## معرض الصور

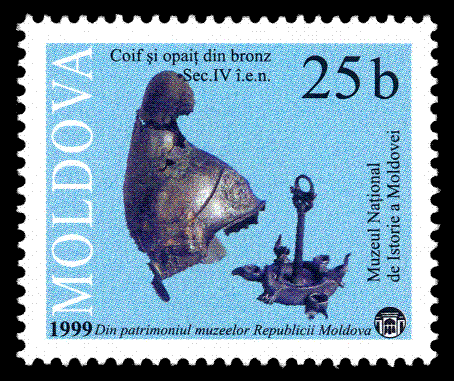
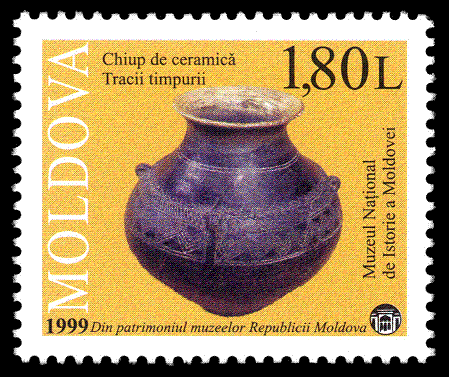
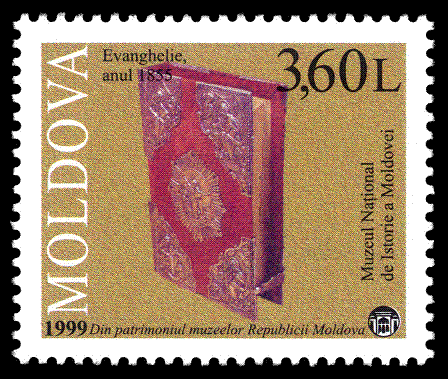
الإنجيل (1855)

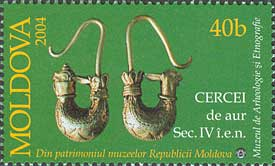
حلق ذهبي من القرن الرابع. اكتشف في بلاباني، تاراكليا  [لغات أخرى]‏ .
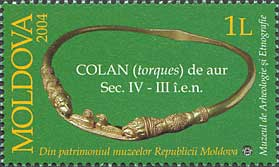
اكتُشفت القلادة الذهبية من القرن الرابع إلى الثالث قبل الميلاد في قبر محشوش في عربة من بوهريبيا ىوبوساري.
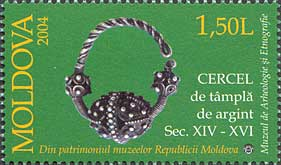
اقراط معبد من الفضة تعود الى القرنين الرابع عشر والسادس عشر، اكتشفت في سبتباني روسكاني.
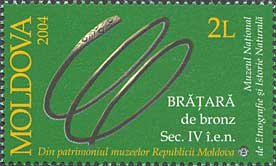
سوار من البرونز، القرن الرابع.

## وصلات خارجية
- الموقع الرسمي